# إدي ميلنر
إدي ميلنر (بالإنجليزية: Eddie Milner) هو لاعب كرة قاعدة أمريكي، ولد في 21 مايو 1955 في كولومبوس في الولايات المتحدة، وتوفي في 2 نوفمبر 2015 في سينسيناتي في الولايات المتحدة.

## وصلات خارجية
- إدي ميلنر على موقعبيزبول رفرنس.كوم (الدوري الرئيسي) (الإنجليزية)
- إدي ميلنر على موقعبيزبول رفرنس.كوم (الدوري الثانوي) (الإنجليزية)